# Meklemburgia-Pomorze Przednie
Meklemburgia-Pomorze Przednie (niem. Mecklenburg-Vorpommern, dolnoniem. Mäkelborg-Vörpommern, MV) – jeden z 16 krajów związkowych Niemiec ze stolicą w Schwerinie; obejmuje historyczne krainy Meklemburgię i Pomorze Przednie.
Obszar tego kraju związkowego w latach 1949–1990 wchodził w skład Niemieckiej Republiki Demokratycznej. Kraj związkowy został odtworzony w 1990 roku po zjednoczeniu Niemiec.

## Geografia
Meklemburgia-Pomorze Przednie jest położona w północno-wschodniej części Niemiec i graniczy z:
- Polską (z województwem zachodniopomorskim) – na wschodzie

oraz krajami związkowymi:
- Brandenburgią – na południu
- Szlezwikiem-Holsztynem – na zachodzie
- Dolną Saksonią – na południowym zachodzie

Na północy, wzdłuż bogato rozczłonkowanego wybrzeża Bałtyku znajdują się wyspy i półwyspy (ze wschodu na zachód):
- Uznam (Usedom)
- Rugia (Rügen)
- Ummanz
- Hiddensee
- Fischland-Darß-Zingst (półwysep)
- Poel

Na całym obszarze występują liczne duże jeziora, na przykład Müritz, Schweriner See i Plauer See oraz wiele innych z Pojezierza Meklemburskiego. Na południowym zachodzie kraj ten sięga do rzeki Łaby (Elbe), gdzie leżą miasta Dömitz i Boizenburg/Elbe.
Inne większe rzeki to:
- Elde
- Warnow
- Piana (niem. Peene)
- Wkra (niem. Uecker)
- Hawela (niem. Havel)
- Recknitz

Obszar kraju związkowego obejmuje następujące krainy historyczne:
- Meklemburgia
  - Meklemburgia-Schwerin (Mecklenburg-Schwerin)
  - Meklemburgia-Strelitz (Mecklenburg-Strelitz)
- Pomorze Przednie (Vorpommern)
- niewielką część Brandenburgii (Brandenburg)

## Historia

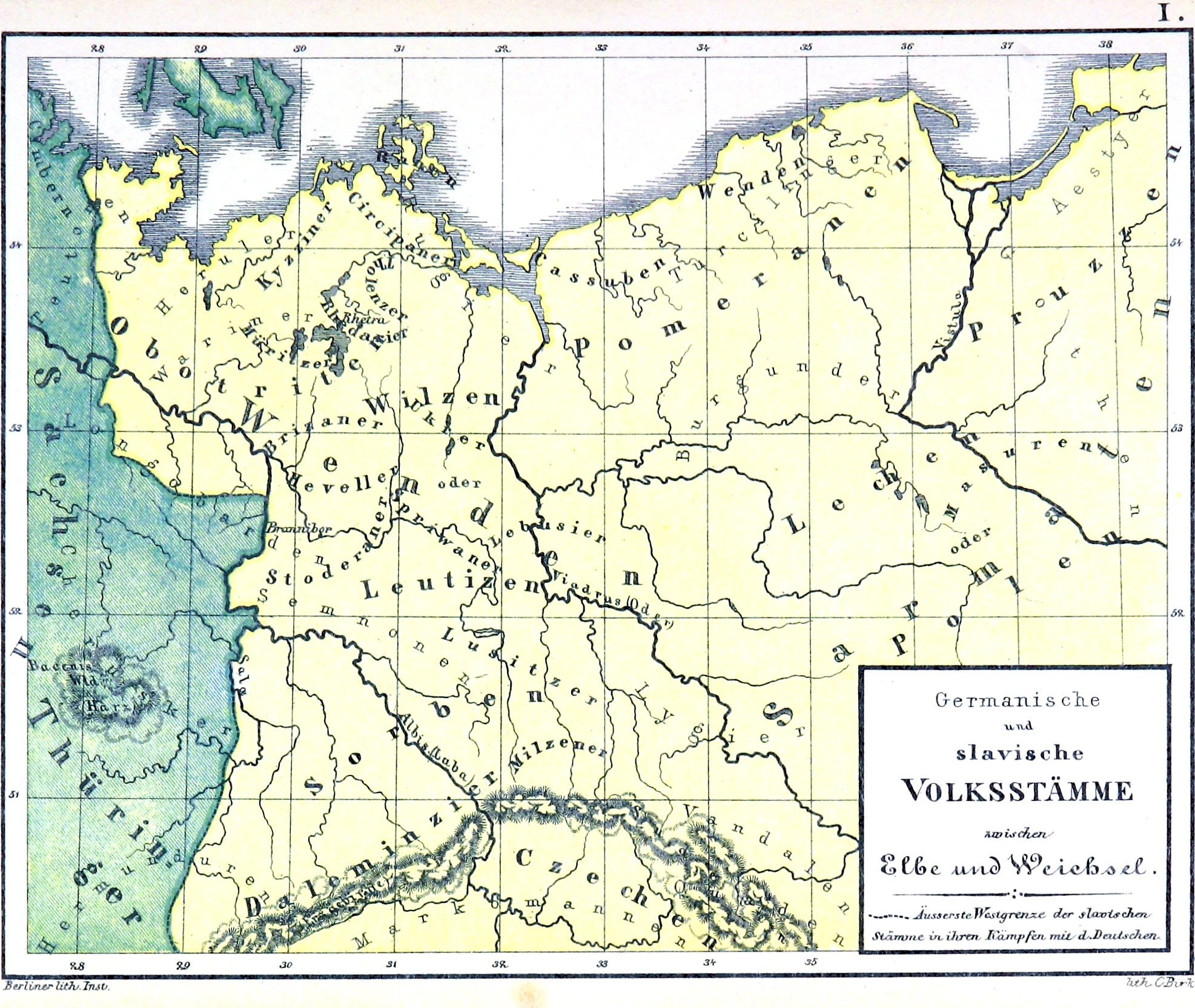
Tereny zamieszkane przez Słowian we wczesnym średniowieczu na niemieckiej mapie

Tereny Meklemburgii zasiedlała od co najmniej VI w. grupa plemion słowiańskich, tzw. Obodrzyców, należąca do Słowian połabskich. Geograf Bawarski podaje, że na ziemi obodrzyckiej znajdowały się 53 grody zbudowane przez Słowian. Tereny te we wczesnym średniowieczu były areną zaciekłych walk między Słowianami a Sasami. W 798 książę obodrzycki Drożko zwyciężył Sasów w bitwie nad Święcianą. W 808 Duńczycy pod przywództwem Godfreda najechali na ziemie obodrzyckie.
Wschodnia, pomorska część dzisiejszego kraju związkowego, leżała w granicach Polski Bolesława III Krzywoustego. Wówczas na początku XII w. książę pomorski Warcisław I jako lennik polski został protoplastą dynastii Gryfitów, panującej w księstwie pomorskim do 1637 r. W 1130 Ranowie przyjęli polskie zwierzchnictwo nad Rugią, uznane w 1135 w Merseburgu przez cesarza rzymskiego Lotara III. W 1147 rycerstwo niemieckie zorganizowało pierwszą krucjatę połabską przeciw Obodrzytom, odpartą przez księcia Niklota. W wyniku krucjat ziemie te jednak zostają ostatecznie podbite i włączone do Świętego Cesarstwa Rzymskiego jeszcze w średniowieczu. Książęta Obodrzyców zostali książętami Meklemburgii i jako dynastia meklemburska panowali w regionie do 1918 r. Po ofensywie duńskiej, w 1168 r. powstało księstwo rugijskie jako lenno Danii. W księstwie panowała słowiańska dynastia Wisławiców. Po jej wygaśnięciu w 1325 r. księstwo przeszło we władanie pomorskich Gryfitów.
W XV w. powstały tu pierwsze nadbałtyckie uniwersytety: w 1419 najstarszy uniwersytet Meklemburgii w Rostocku, a w 1456 najstarszy uniwersytet Pomorza w Greifswaldzie.
Po pokoju westfalskim w 1648 r. Pomorze Przednie oraz miasto Wismar zostały włączone do Szwecji. W 1803 Szwecja zastawiła Wismar Księstwu Meklemburgii-Schwerin (zrzekła się praw do miasta 100 lat później), a w 1815 utraciła Pomorze Przednie na rzecz Prus. W 1871 r. wielkie księstwa Meklemburgii-Schwerin i Meklemburgii-Strelitz oraz pruska prowincja Pomorze znalazły się w granicach Niemiec.

### Okres powojenny

Kraj Meklemburgia-Pomorze Przednie z zaznaczoną granicą dawnej prowincji Pomorze, uznawaną za granicę Pomorza Przedniego

W 1945 roku większość Pomorza została przyznana Polsce, jedynie większa część Pomorza Przedniego pozostała w Niemczech. W latach 1947–1952 istniał na obszarach Meklemburgii i Pomorza Przedniego niezależny kraj związkowy Meklemburgia (niem. Land Mecklenburg) jako część sowieckiej strefy okupacyjnej, a później NRD. Został on zlikwidowany w wyniku reformy administracyjnej centralizującej władzę w NRD na wzór sowiecki podczas której tereny dotychczasowego kraju związkowego zostały włączone do nowo powstałych wówczas okręgów Rostock, Schwerin i Neubrandenburg.
Po zjednoczeniu Niemiec, w 1990 roku, kraj związkowy Meklemburgia-Pomorze Przednie został przywrócony w granicach zbliżonych do kraju Meklemburgia istniejącego do 1952.

## Ludność i miasta
Meklemburgia-Pomorze Przednie liczy niespełna 1,6 mln mieszkańców, a średnia gęstość zaludnienia jest najniższa spośród wszystkich niemieckich krajów związkowych i wynosi około 68 osób na km². Jedynym dużym miastem, liczącym ponad 100 tys. mieszkańców, jest Rostock.

### Największe miasta
Liczba mieszkańców według spisu powszechnego na dzień 15 maja 2022:
|     | Miasto            | Powiat                                         | Populacja (2022) | Powierzchnia km² | Region historyczny   |
| --- | ----------------- | ---------------------------------------------- | ---------------- | ---------------- | -------------------- |
| 1.  | Rostock           | Miasto na prawach powiatu                      | 203 470          | 181,36           | Meklemburgia         |
| 2.  | Schwerin          | Miasto na prawach powiatu                      | 96 447           | 130,52           | Meklemburgia         |
| 3.  | Neubrandenburg    | Mecklenburgische Seenplatte (siedziba powiatu) | 59 794           | 86,12            | Meklemburgia         |
| 4.  | Greifswald        | Vorpommern-Greifswald (siedziba powiatu)       | 55 617           | 50,5             | Pomorze              |
| 5.  | Stralsund         | Vorpommern-Rügen (siedziba powiatu)            | 53 996           | 54,51            | Pomorze              |
| 6.  | Wismar            | Nordwestmecklenburg (siedziba powiatu)         | 42 764           | 41,72            | Meklemburgia         |
| 7.  | Güstrow           | Rostock (siedziba powiatu)                     | 28 623           | 71,09            | Meklemburgia         |
| 8.  | Waren (Müritz)    | Mecklenburgische Seenplatte                    | 20 481           | 159,46           | Meklemburgia         |
| 9.  | Neustrelitz       | Mecklenburgische Seenplatte                    | 20 062           | 139,89           | Meklemburgia         |
| 10. | Parchim           | Ludwigslust-Parchim (siedziba powiatu)         | 17 814           | 124,81           | Meklemburgia         |
| 11. | Ribnitz-Damgarten | Vorpommern-Rügen                               | 15 095           | 122,83           | Meklemburgia/Pomorze |
| 12. | Bergen auf Rügen  | Vorpommern-Rügen                               | 13 646           | 51,49            | Pomorze              |
| 13. | Bad Doberan       | Rostock                                        | 13 012           | 32,85            | Meklemburgia         |
| 14. | Anklam            | Vorpommern-Greifswald                          | 11 864           | 56,68            | Pomorze              |
| 15. | Hagenow           | Ludwigslust-Parchim                            | 11 855           | 67,54            | Meklemburgia         |
| 16. | Ludwigslust       | Ludwigslust-Parchim                            | 11 845           | 78,84            | Meklemburgia         |
| 17. | Boizenburg/Elbe   | Ludwigslust-Parchim                            | 11 009           | 47,42            | Meklemburgia         |
| 18. | Wolgast           | Vorpommern-Greifswald                          | 10 838           | 61,73            | Pomorze              |
| 19. | Grevesmühlen      | Nordwestmecklenburg                            | 10 354           | 52,38            | Meklemburgia         |
| 20. | Pasewalk          | Vorpommern-Greifswald                          | 9 714            | 55,21            | Pomorze              |

Plan zagospodarowania przestrzennego kraju dzieli ważniejsze miejscowości na trzy kategorie : Oberzentrum (4 najważniejsze ośrodki: Neubrandenburg, Stralsund z Greifswaldem, Schwerin oraz Rostock, który jest także regiopolią na poziomie federalnym), Mittelzentrum (oprócz wymienionych w powyższej tabeli również Teterow,
Ueckermünde i Wolgast), Grundzentrum/Unterzentrum (należący do tej kategorii Boizenburg/Elbe prawdopodobnie zostanie przekwalifikowany do Mittelzentrum).

### Galeria

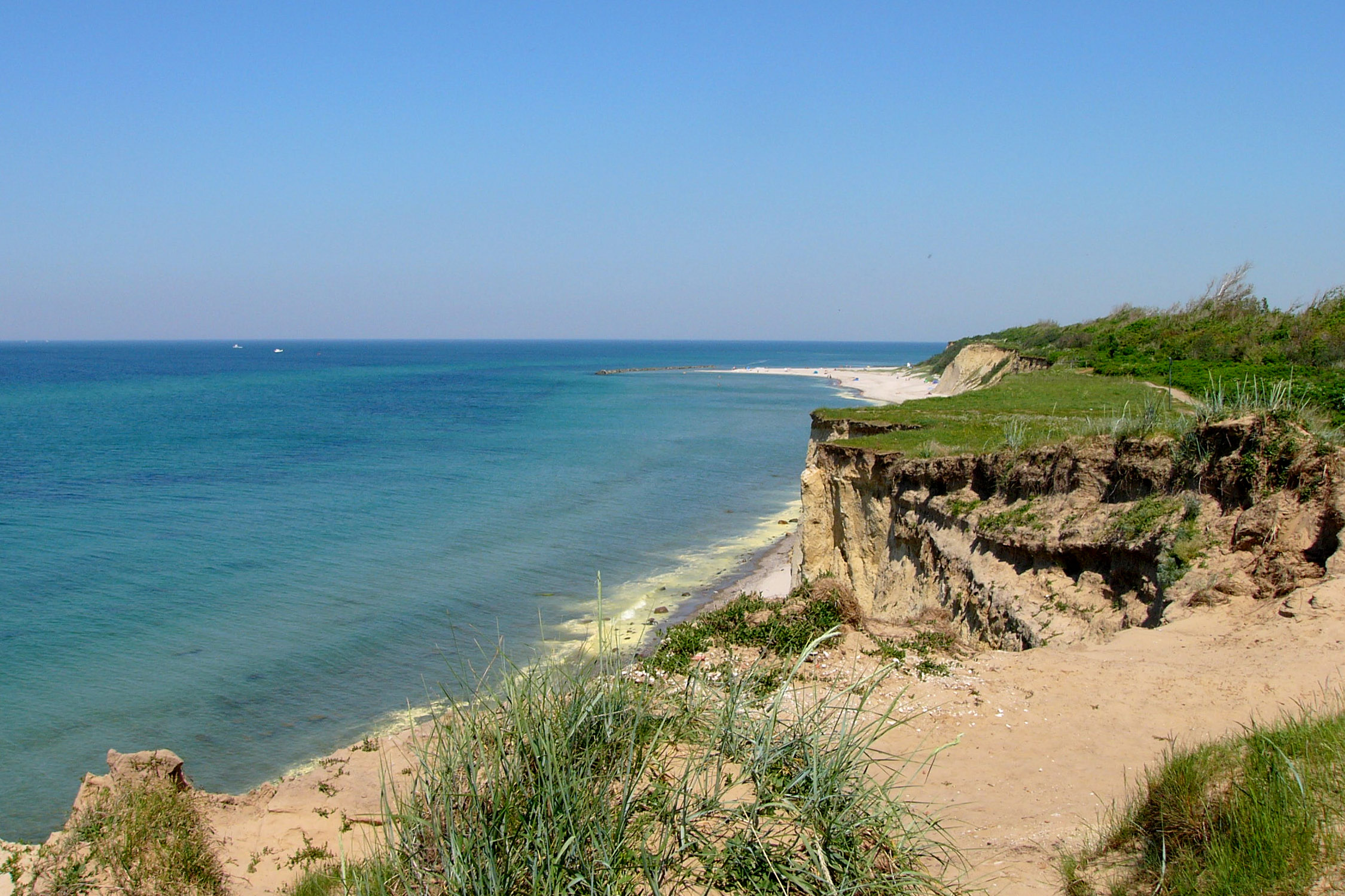
Bałtyk, plaża na Darss
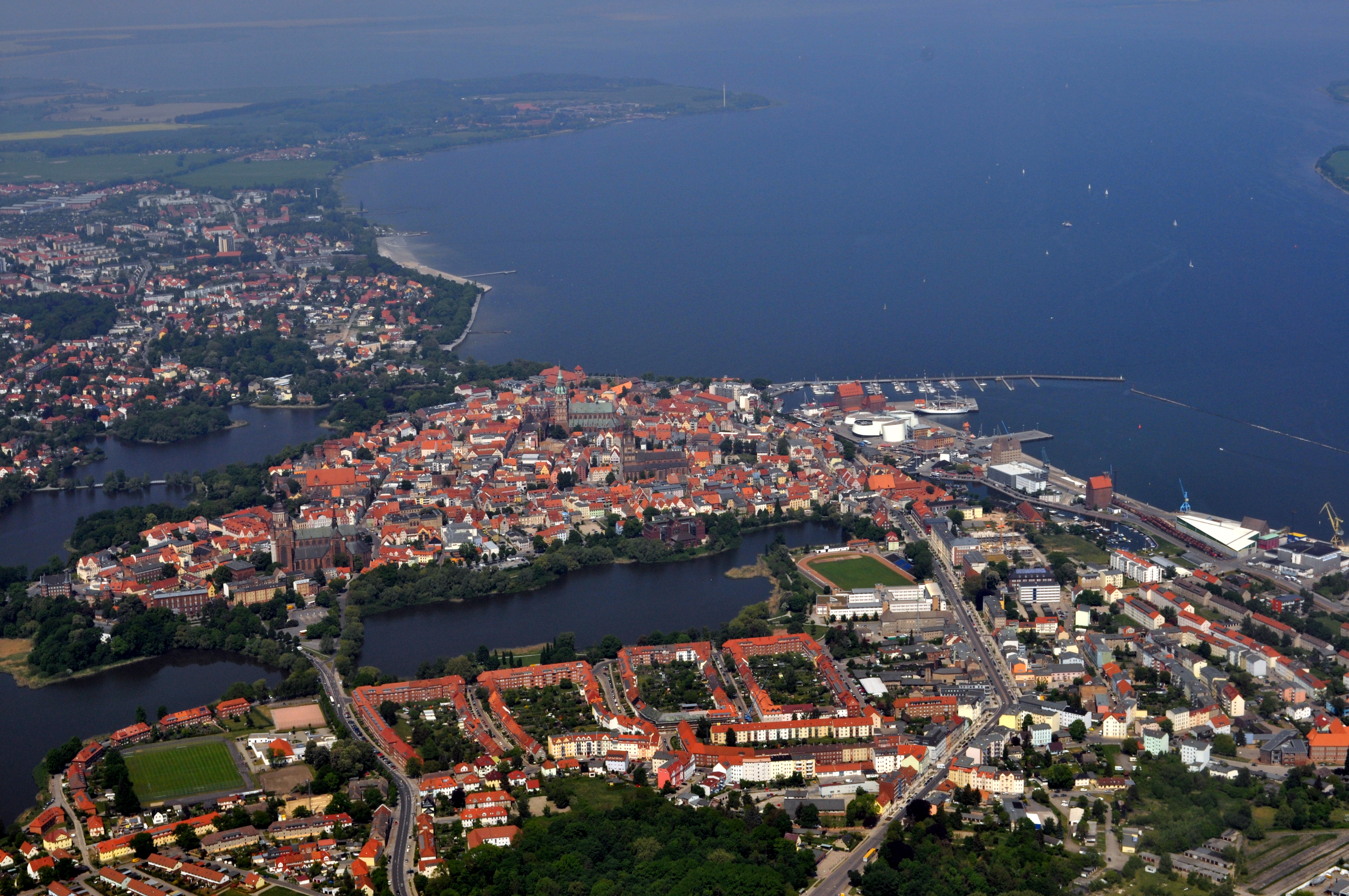
Stralsund
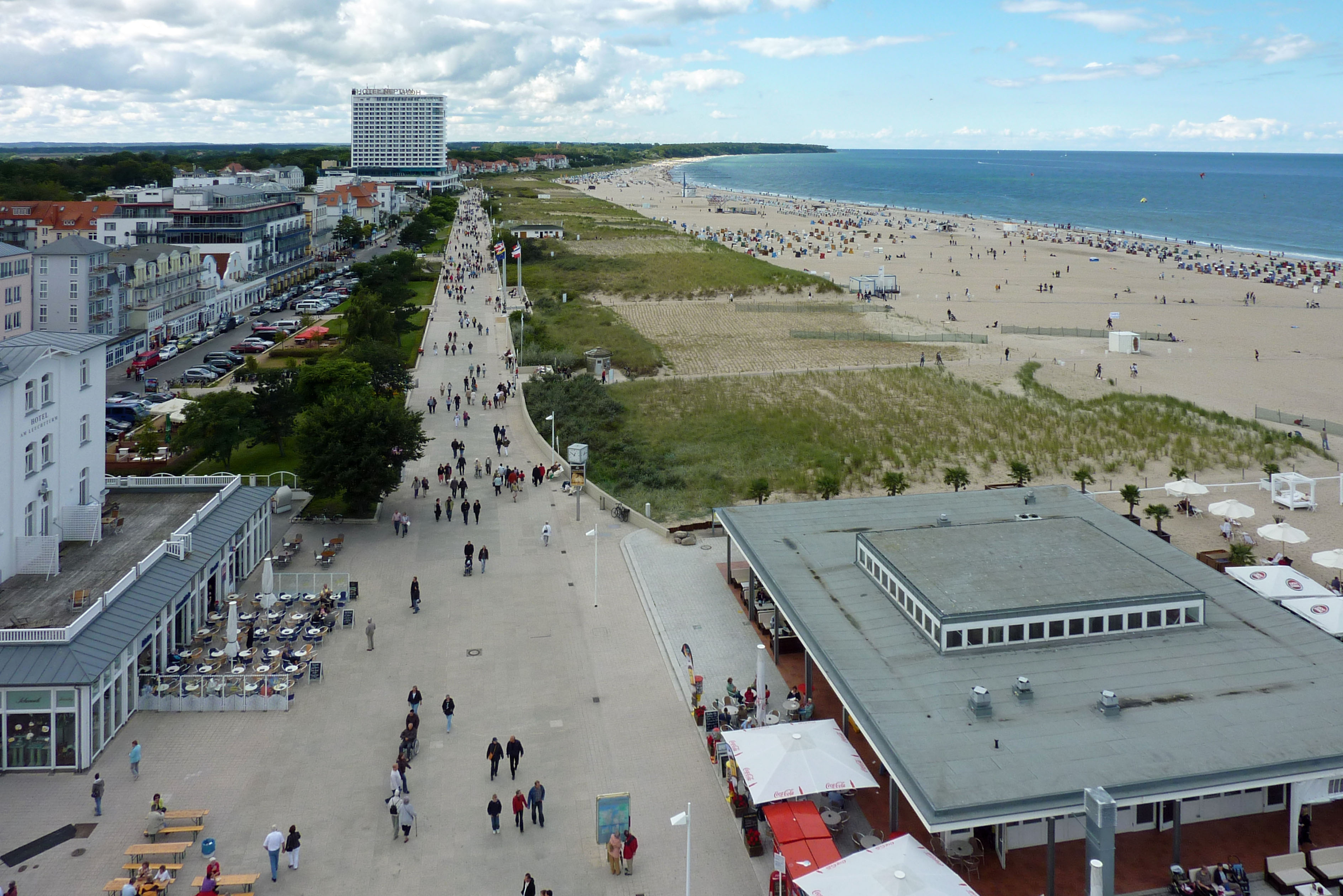
Warnemünde, Rostock
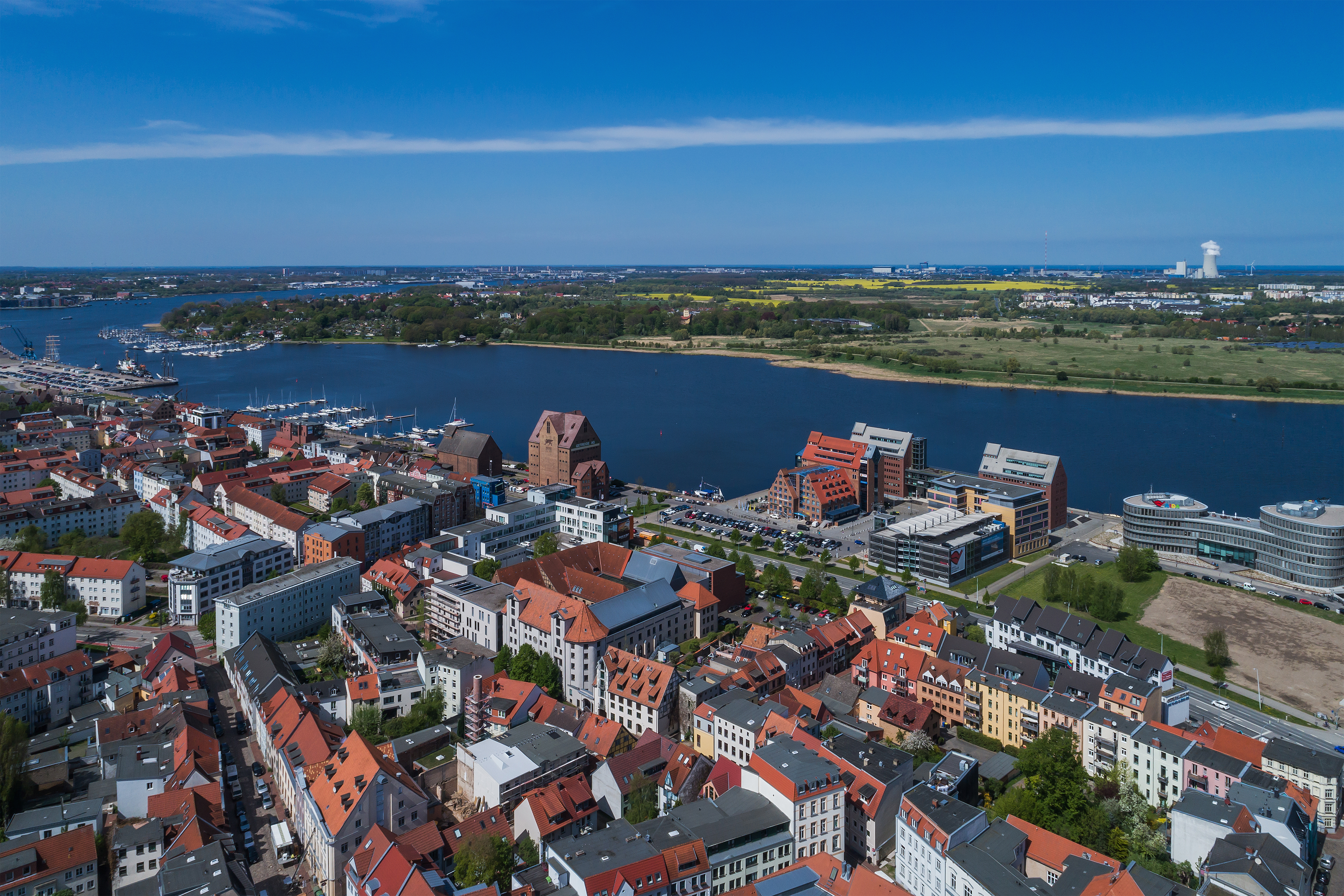
Rostock
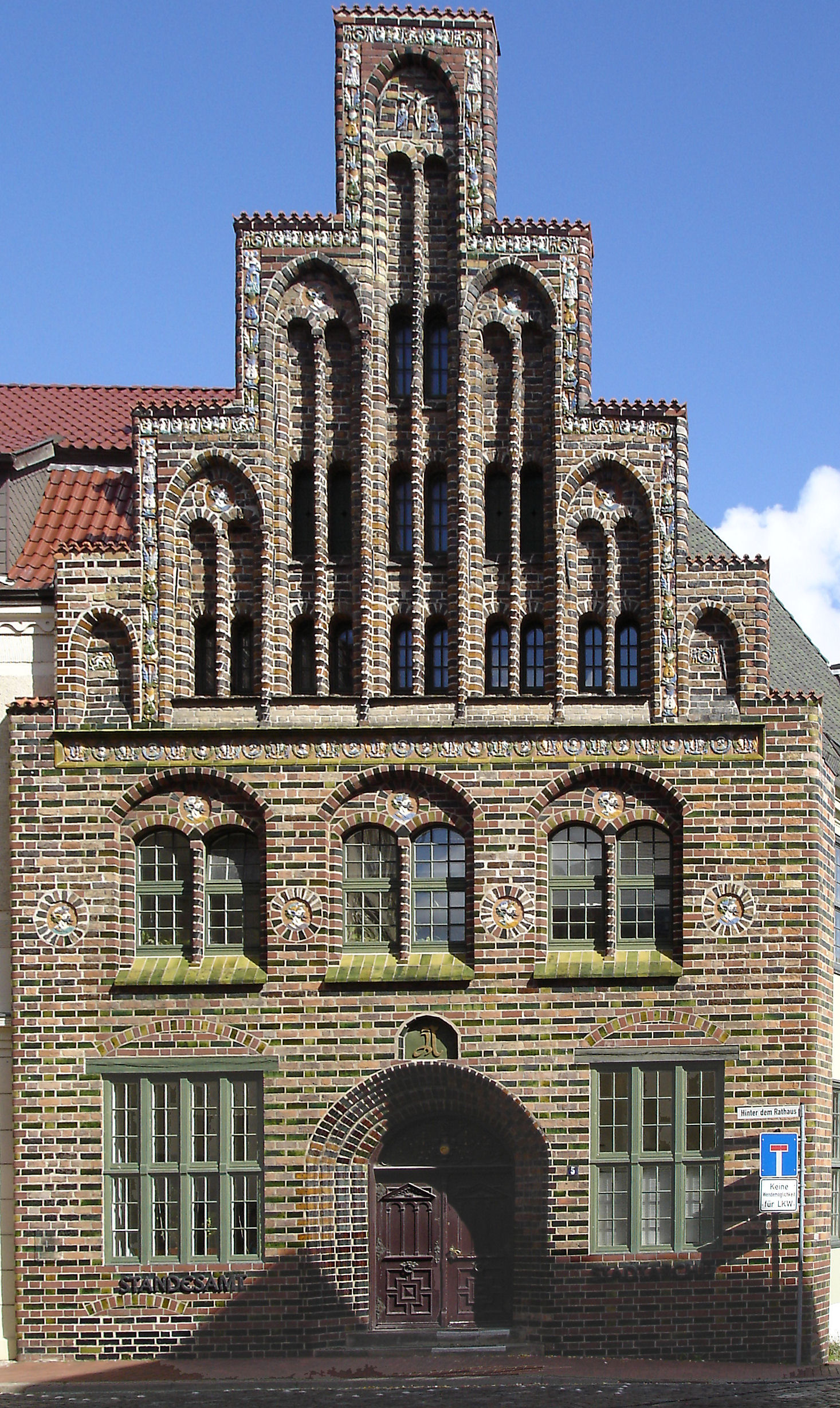
Rostock
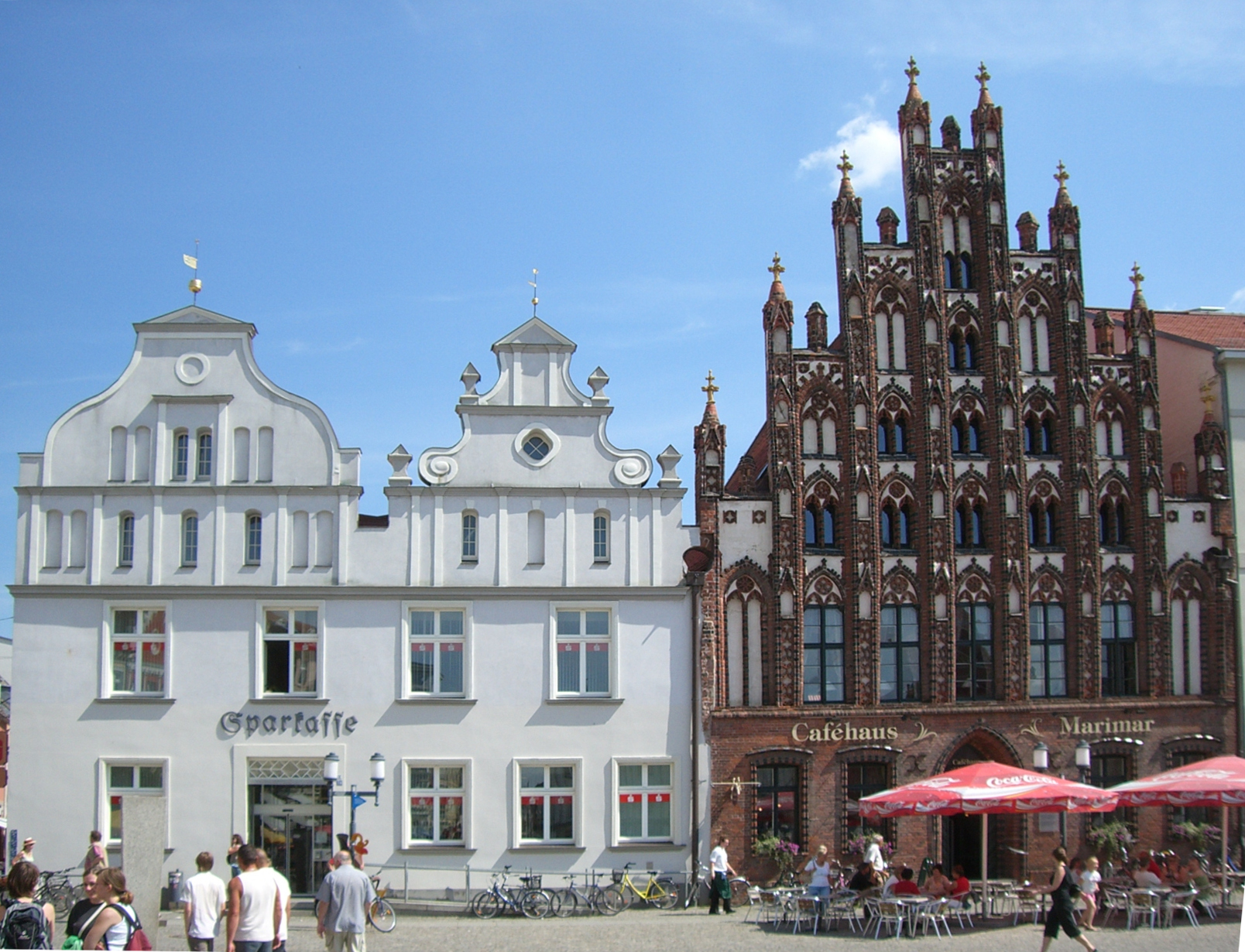
Greifswald
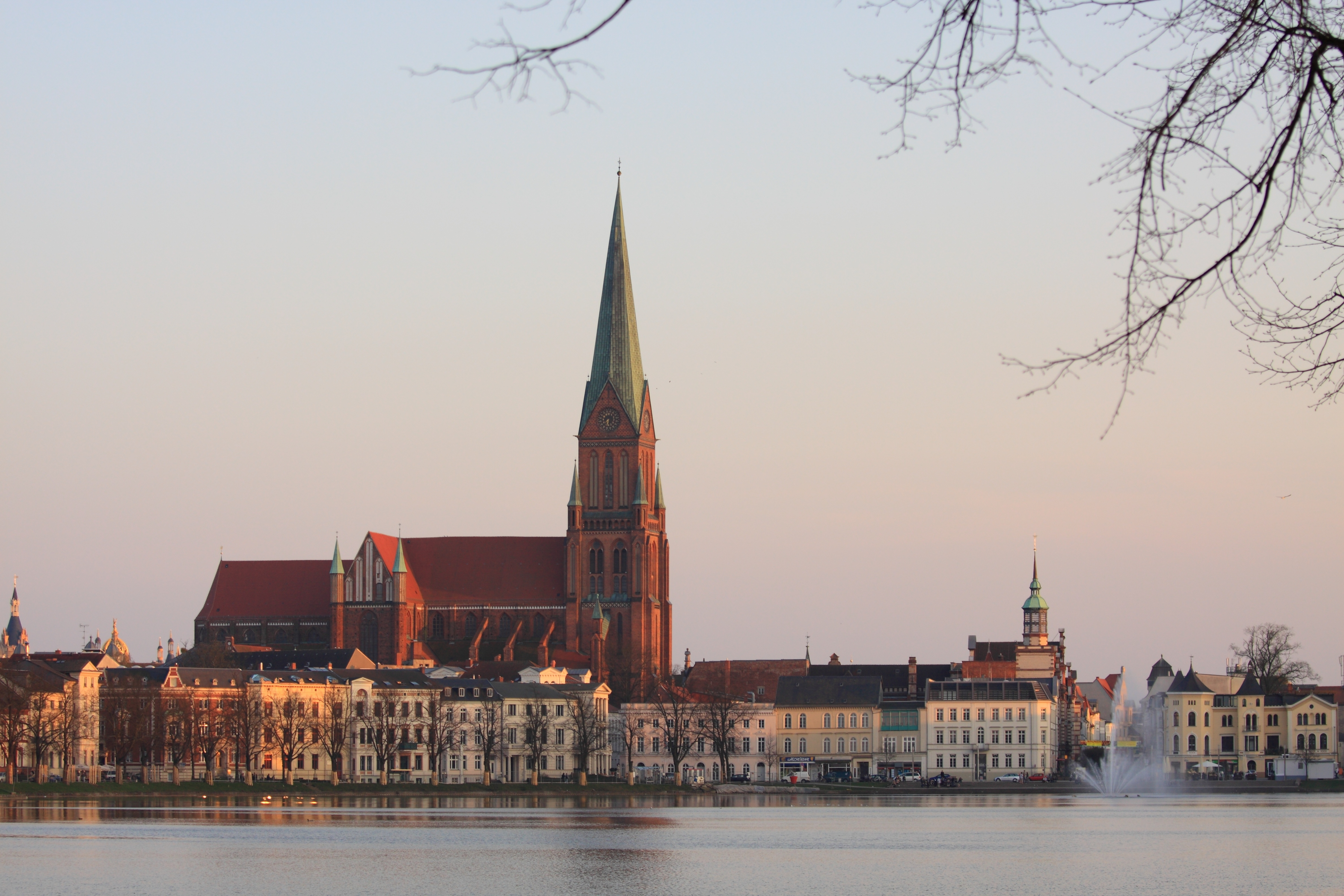
Schwerin
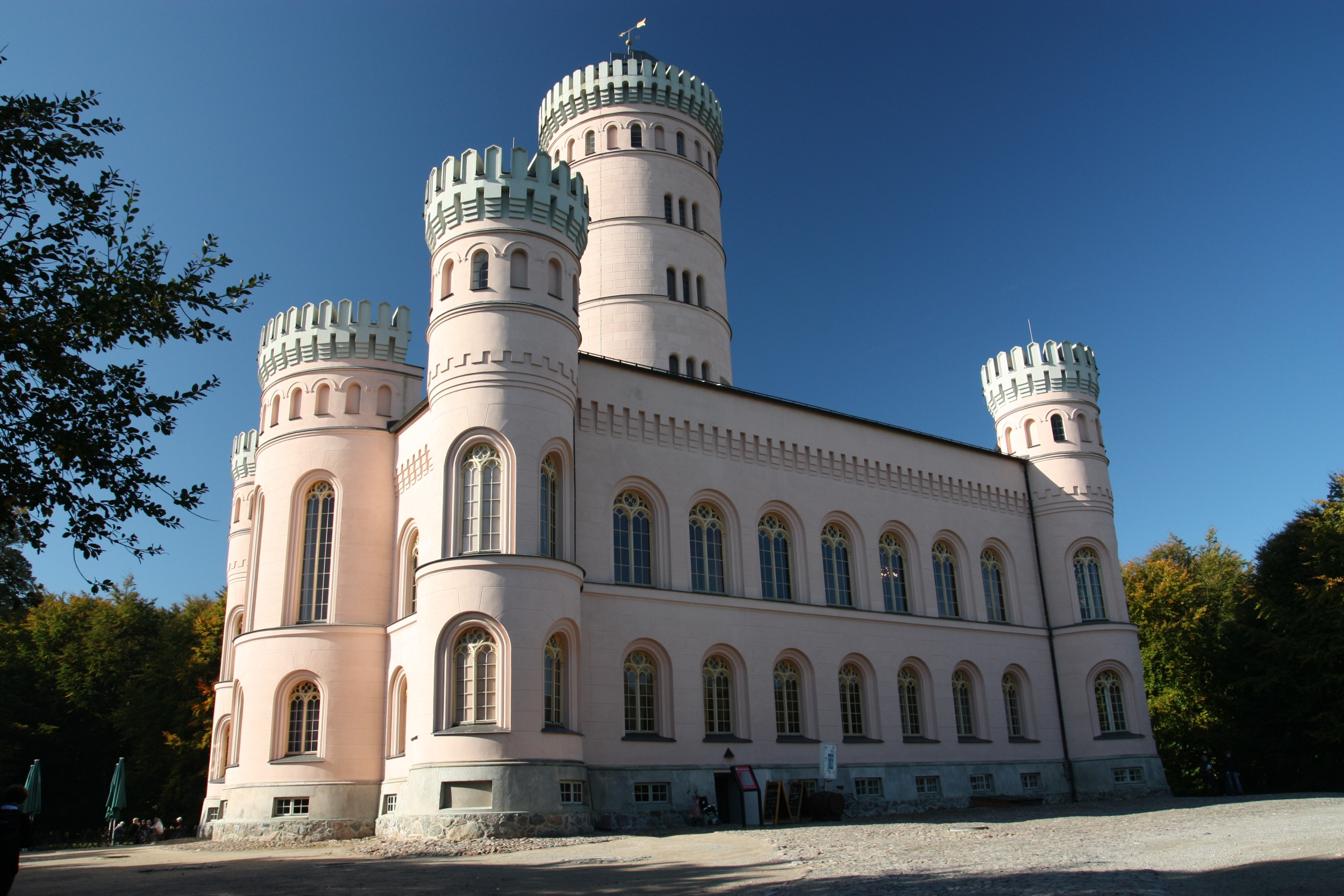
Zameczek myśliwski Granitz, Binz, Rugia
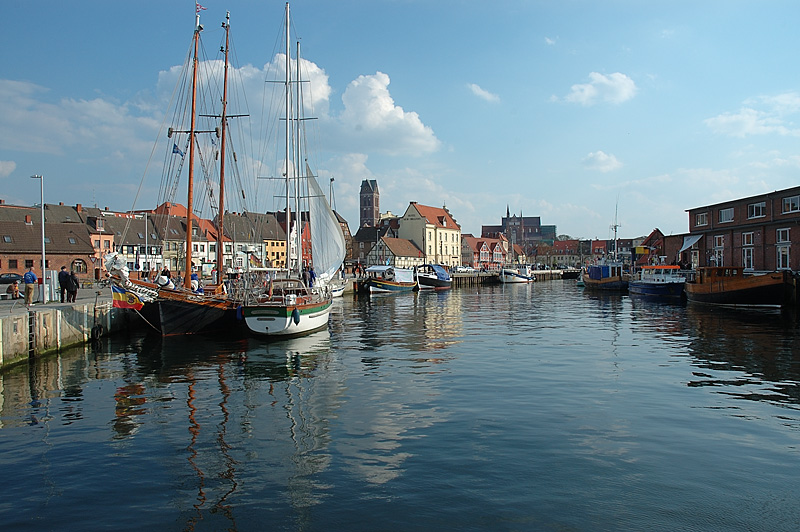
Wismar
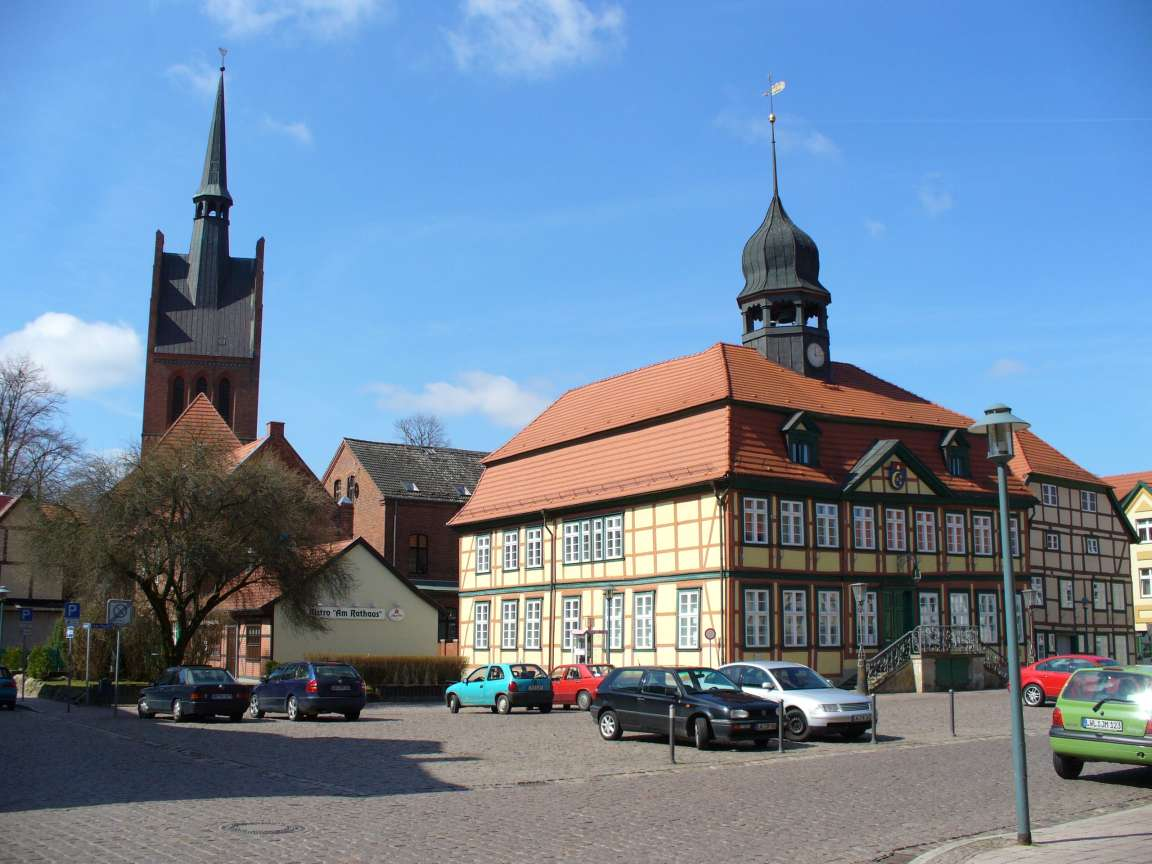
Grabow (Elde)
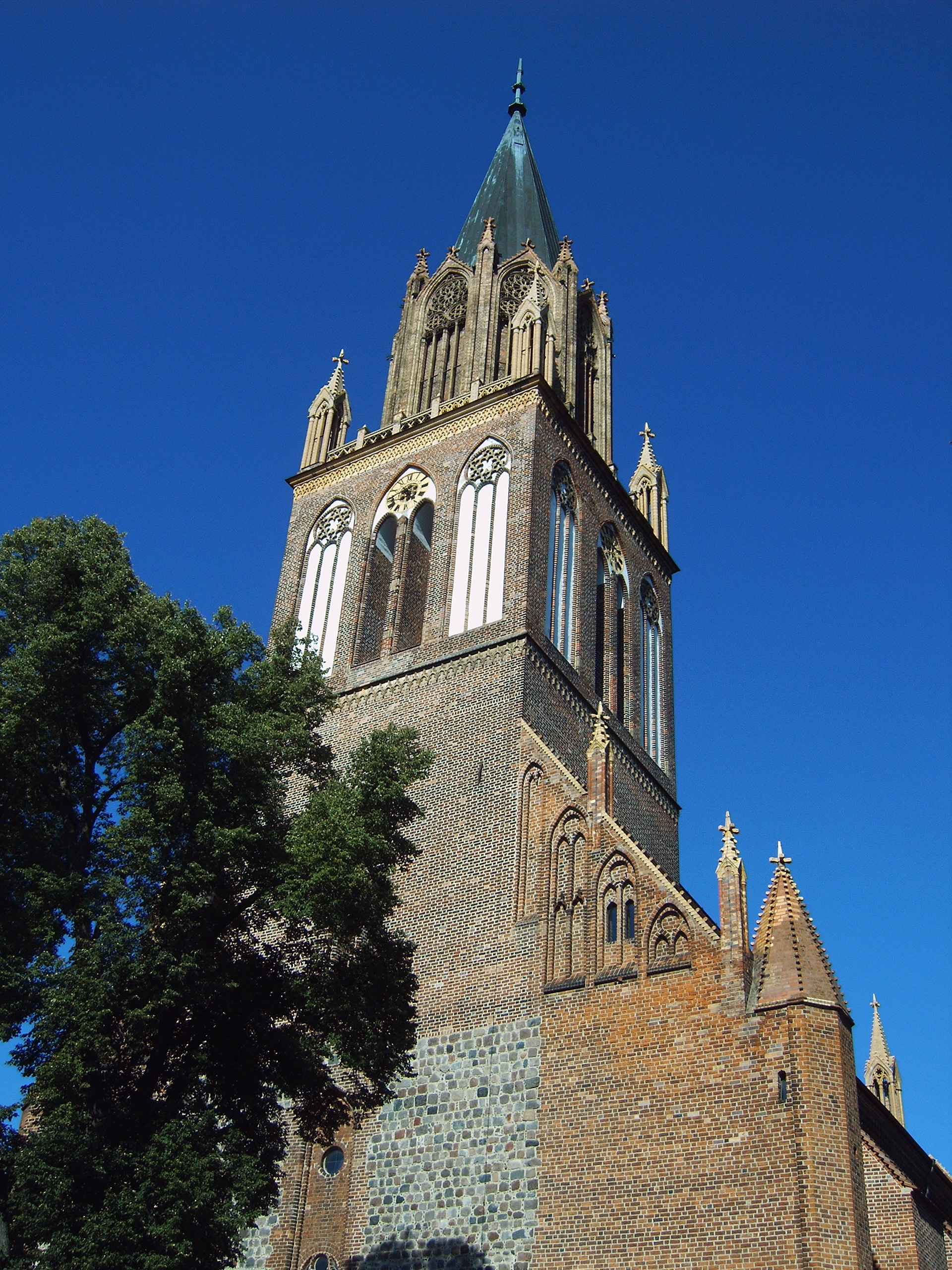
Kościół mariacki w Neubrandenburg
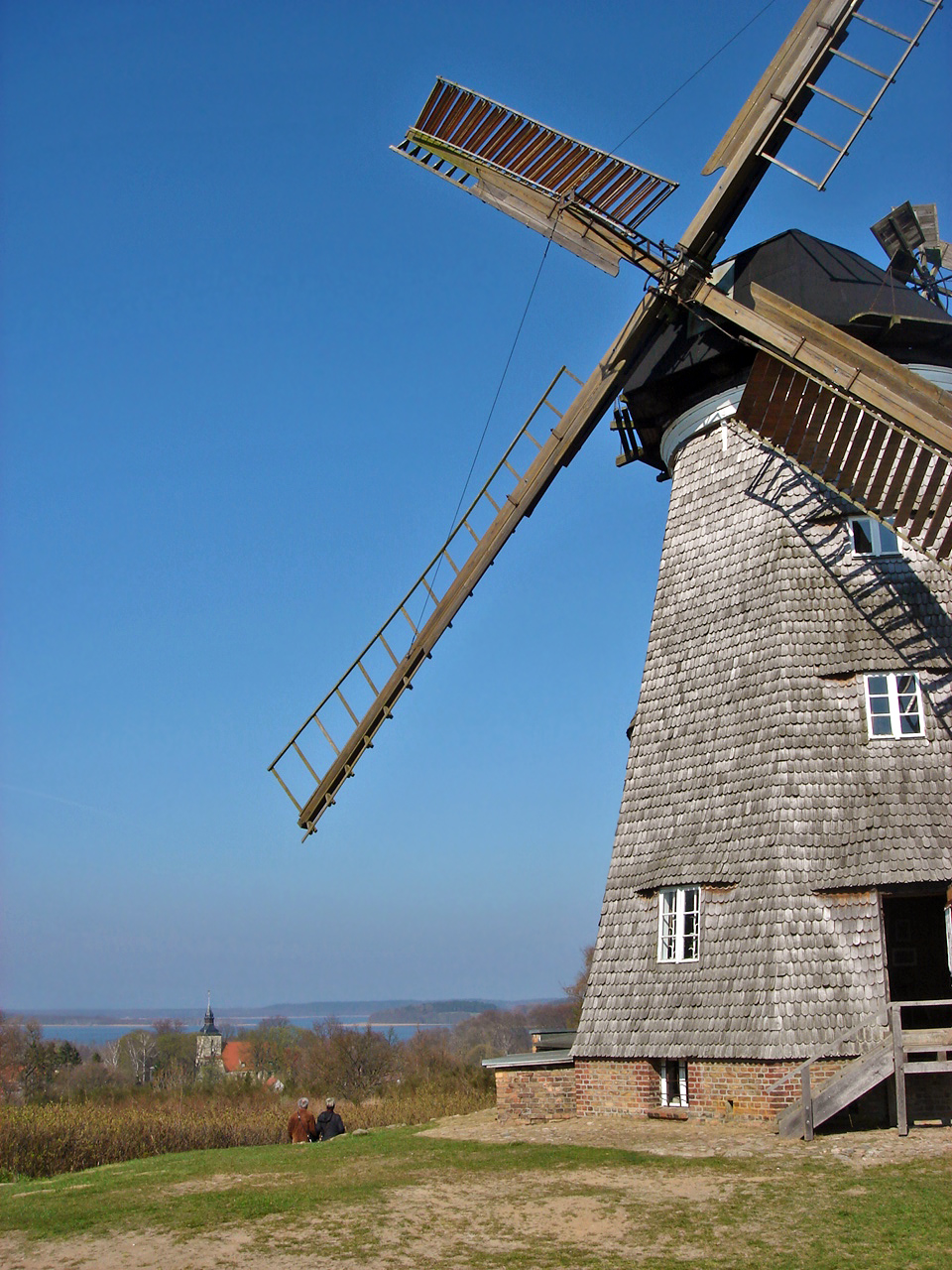
Benz, Uznam
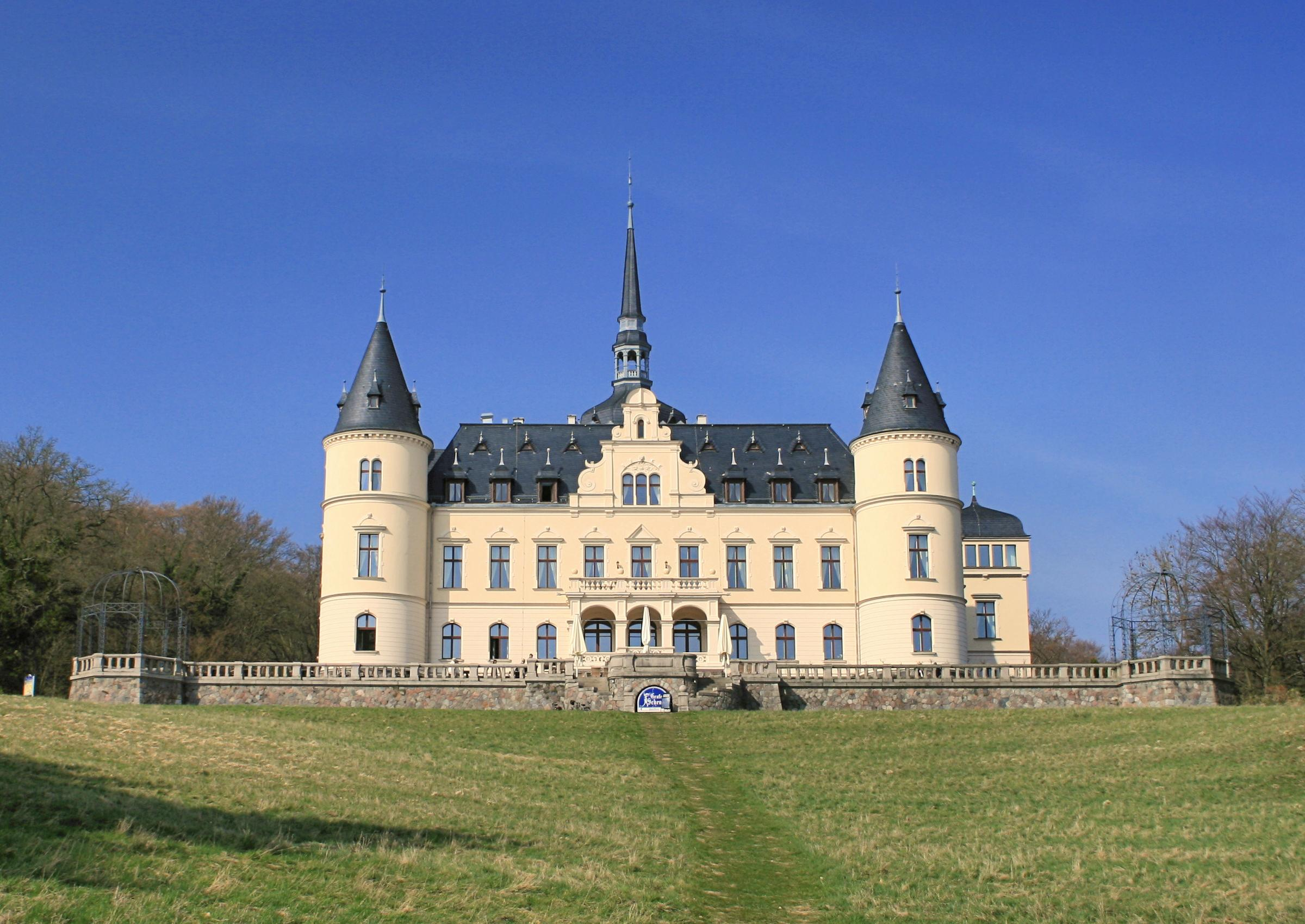
Ralswiek, Rugia
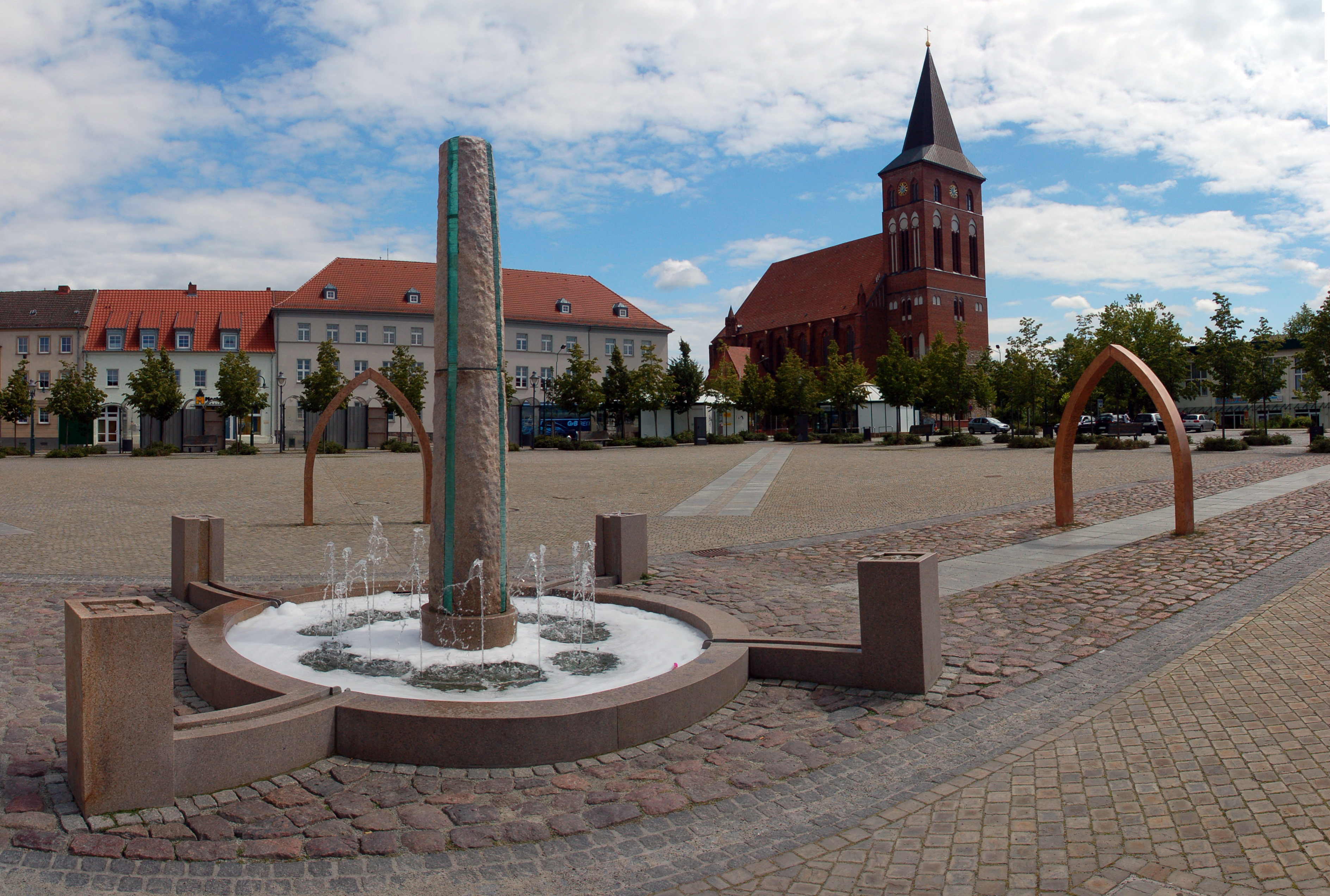
Pasewalk, w obszarze metropolitalnym Szczecin
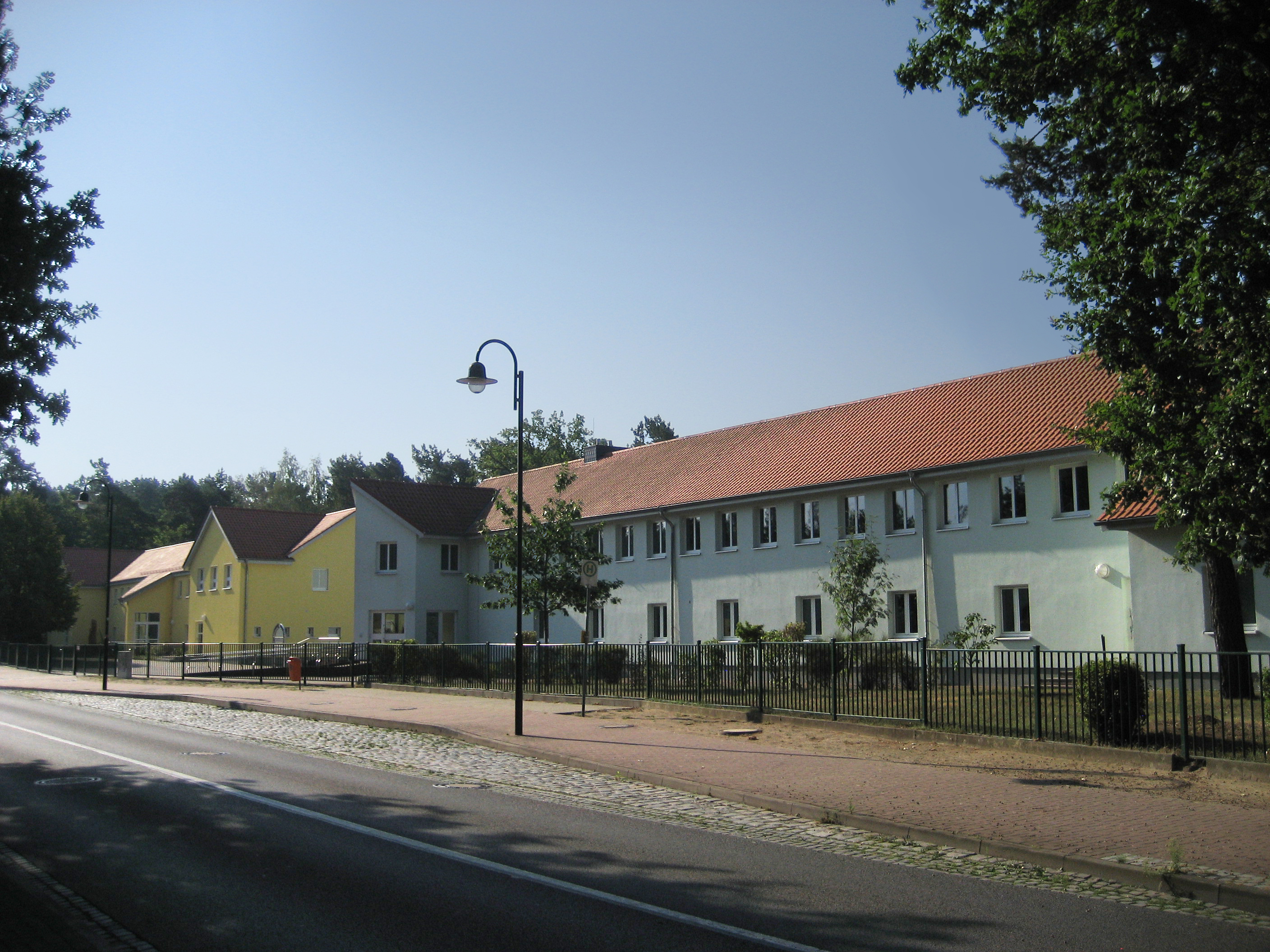
Niemiecko-polskie gimnazjum w Löcknitz
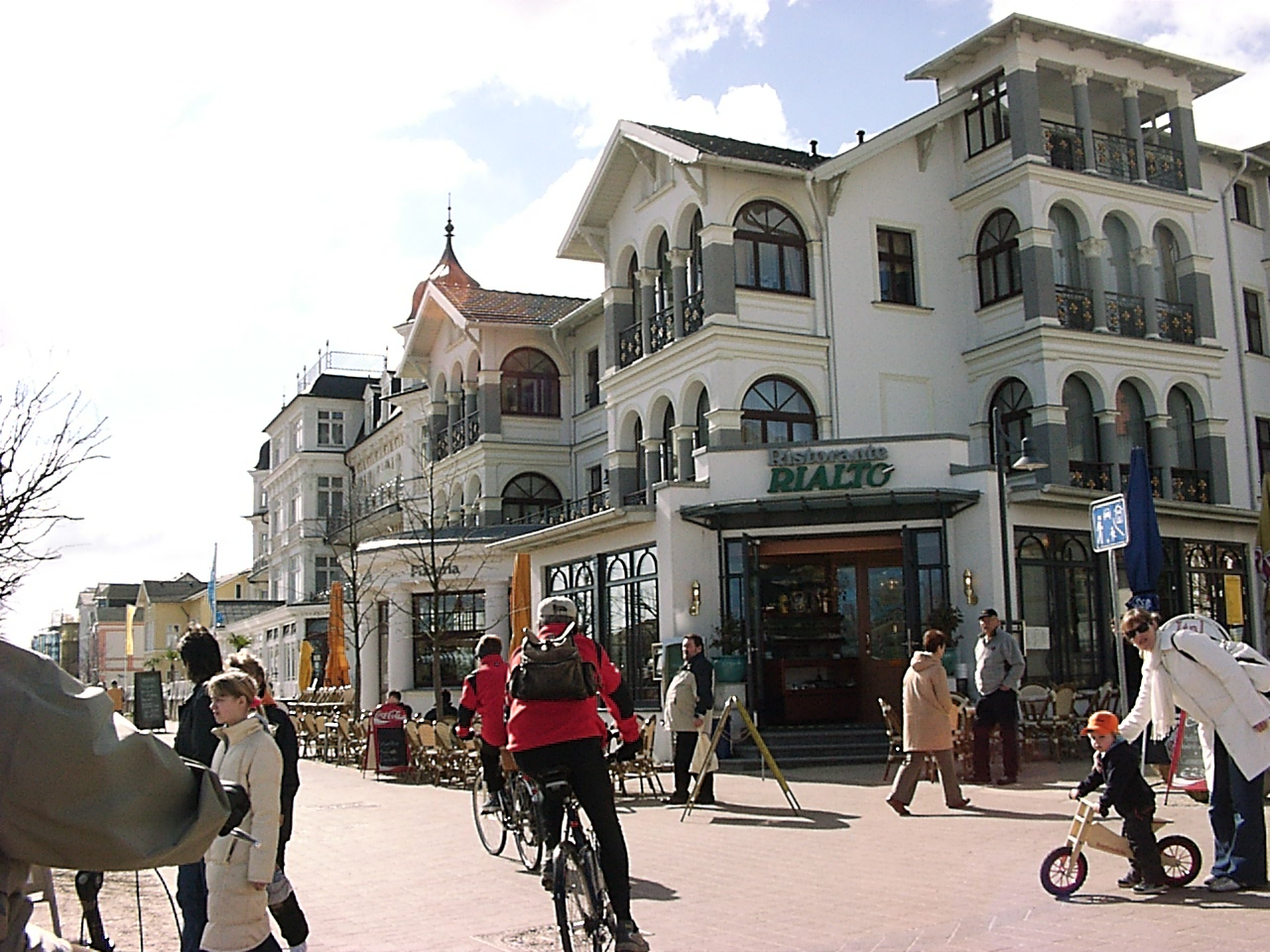
Ahlbeck, Uznam
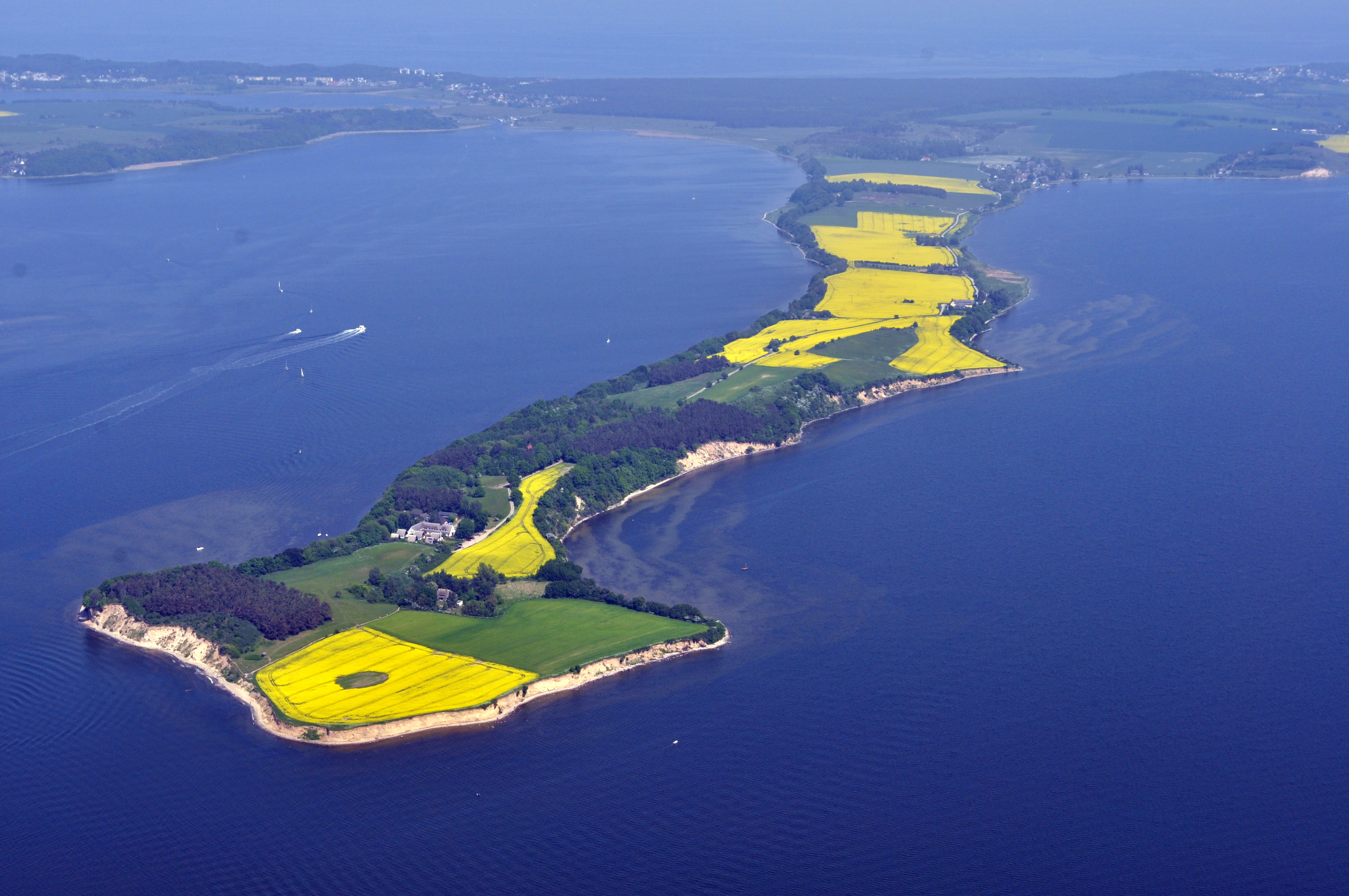
Middelhagen, Rugia
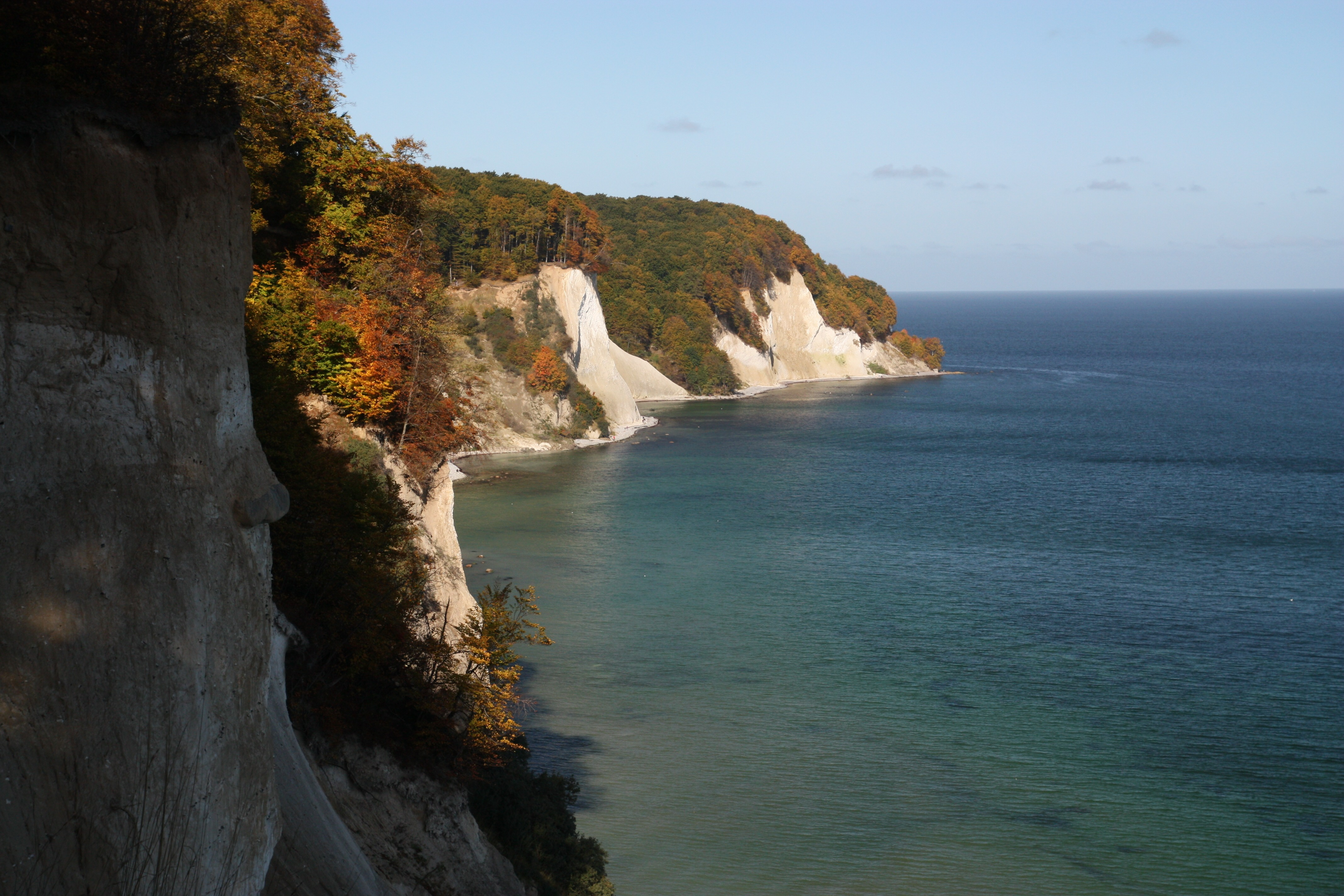
Park Narodowy Jasmund, Rugia
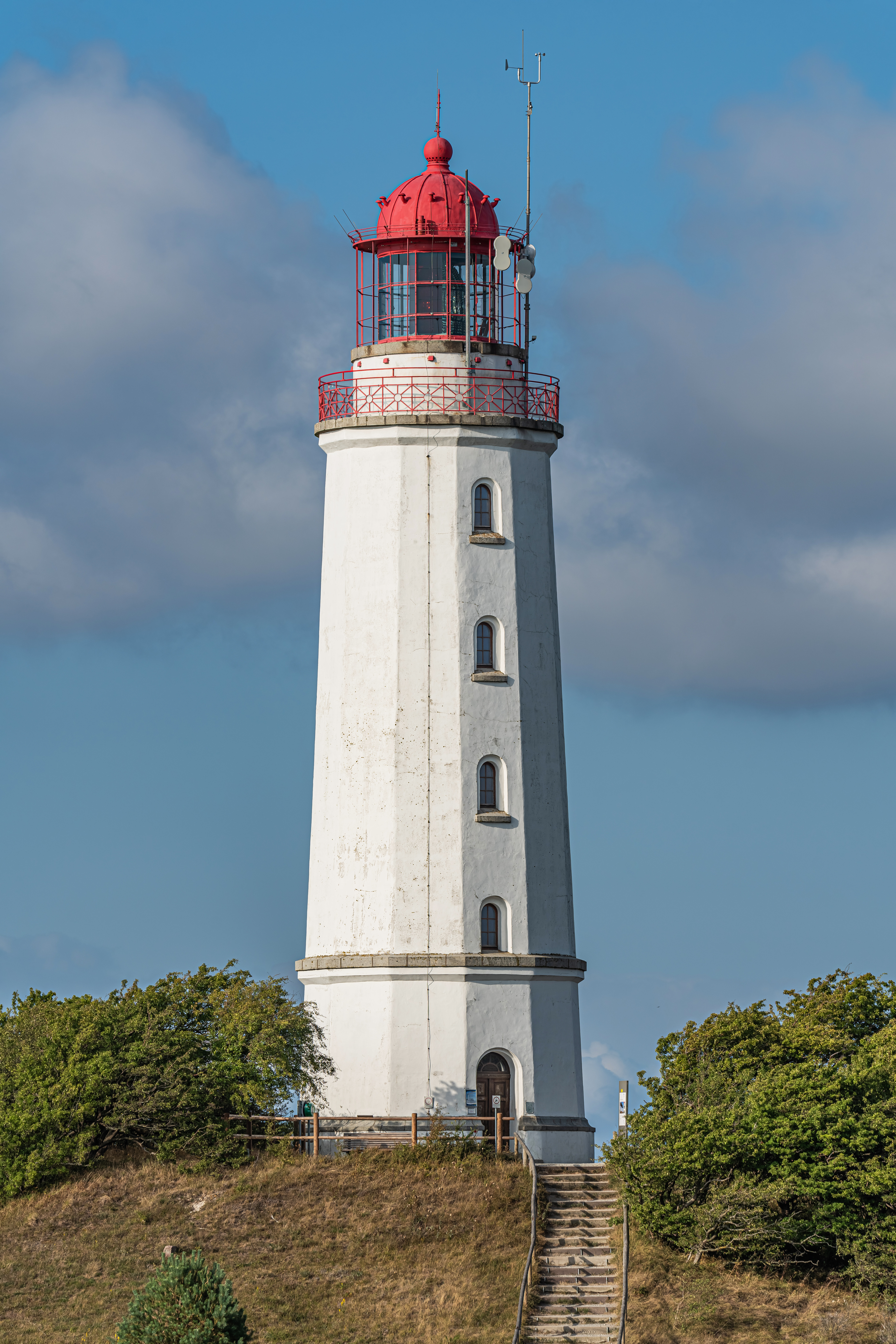
Hiddensee, latarnia morska Dornbusch
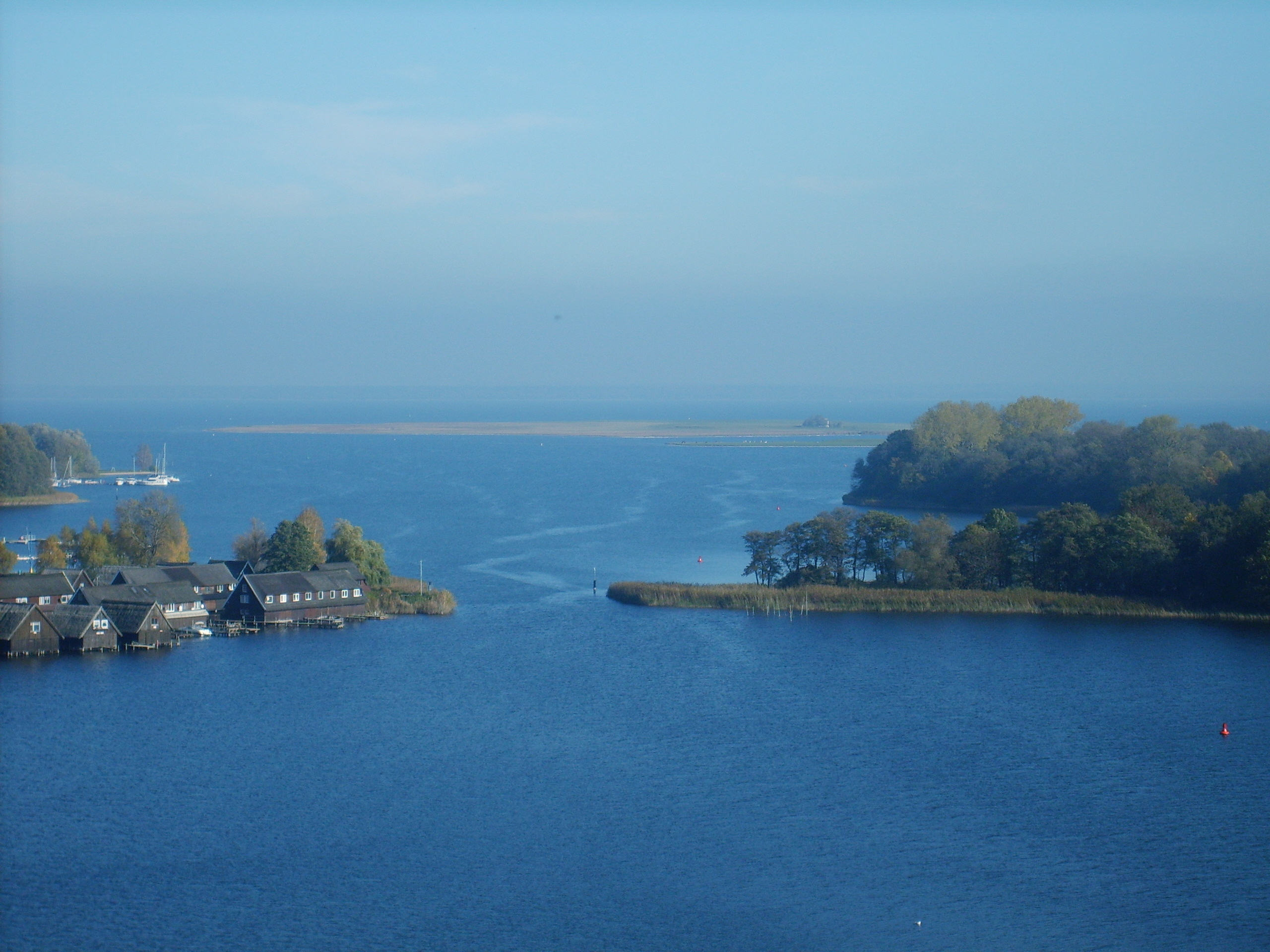
Röbel nad jeziorem Müritz

## Podział administracyjny
Meklemburgia-Pomorze Przednie składa się obecnie, po reformie administracyjnej z 2011 r., z dwóch miast na prawach powiatu oraz sześciu powiatów.

## Gospodarka
Ponad trzy czwarte wszystkich osób czynnych zawodowo (77,5 procenta) jest zatrudnione w sektorze usługowym, prawie jedna piąta w przemyśle wytwórczym (19,4 procenta), a 3,1 procenta w rolnictwie, leśnictwie lub rybołówstwie.
Najważniejsze sektory przemysłowe regionu to: stocznie, budowa maszyn, energetyka oraz przemysł spożywczy. Inne znaczące dziedziny gospodarki to przede wszystkim turystyka i usługi, opieka zdrowotna, a także rolnictwo. Spośród zaawansowanych dziedzin rozwijają się: biotechnologia, technologie informacyjne i lotnicze.
Meklemburgia Pomorze-Przednie jest regionem o najniższych średnich wynagrodzeniach w Niemczech, prawie jedna trzecia zatrudnionych zarabia na pełnym etacie mniej niż 2000 euro brutto.

## Polityka
Najwyższym prawem krajowym jest Konstytucja Kraju Związkowego Meklemburgia-Pomorze Przednie z 23 maja 1993 r.
Na czele lokalnego rządu obecnie stoi Manuela Schwesig (SPD), która przewodzi koalicji SPD/Lewica. Meklemburgia-Pomorze Przednie była w 1998 roku pierwszym niemieckim krajem związkowym, w którym do władzy doszli przedstawiciele dawnego systemu z PDS.
Obecny skład Landtagu (po wyborach z 26 września 2021 r.)
| Partia      | Mandaty |
| ----------- | ------- |
| SPD         | 34      |
| AfD         | 13      |
| CDU         | 13      |
| Lewica      | 9       |
| Zieloni     | 5       |
| FDP         | 4       |
| Bezpartyjna | 1       |